# 료나이촌 (미에현)
료나이촌(領内村)은 일본 미에현 다키군에 설치되었던 촌이다. 현재의 오다이정의 일부에 해당한다.